# Gebäudelabel
Als Gebäudelabel wird in der Schweiz ein Ausweis oder eine Zertifizierung bezeichnet, welche einem Gebäude bzw. einem Gebäudetyp einen gewissen Standard zuweist.
Das Erreichen eines Labels gibt Minimalstandards im Bereich Umwelt-, Energie-, ökologischen oder sozialen Bereich wieder.

## Arten von Labels
Es wird zwischen geprüften und ungeprüften Labels unterschieden. Geprüfte Labels verfügen über eine oder mehrere Zertifikatsstellen, wobei die Zertifikatsstelle wiederum eine vom Label akkreditierte Stelle sein kann:
- Passivhaus verfügt nicht über eine Zertifikatsstelle.
- Minergie verfügt über eine Zertifikatsstelle.
- Effizienzhaus verfügt über eine Zertifikatsstelle (dena).

## Gebäudemehrwert
In der Schweiz gewähren verschiedene Banken auf Hypothekarkredite einen tieferen Zinssatz, sofern das Gebäude ein Minergielabel aufweist. 

## Problematik
Besonders bei international tätigen Labels fehlt die Anpassung an die länderspezifischen Eigenschaften. So ergibt es keinen Sinn, Bewertungspunkte für eine Regensammlungsanlage zu vergeben, wenn das Gebäude in einer Regenzone steht.

## Verschiedene international tätige Gebäudelabel
- Passivhaus (Deutschland)
- Minergie (Schweiz): Wohngebäude, Verwaltungsgebäude, Schulen, Spitäler; 14'000 Zertifikate (2009)
- Minergie-P (Schweiz)
- Minergie-P Eco (Schweiz)